# Val Saint Lambert

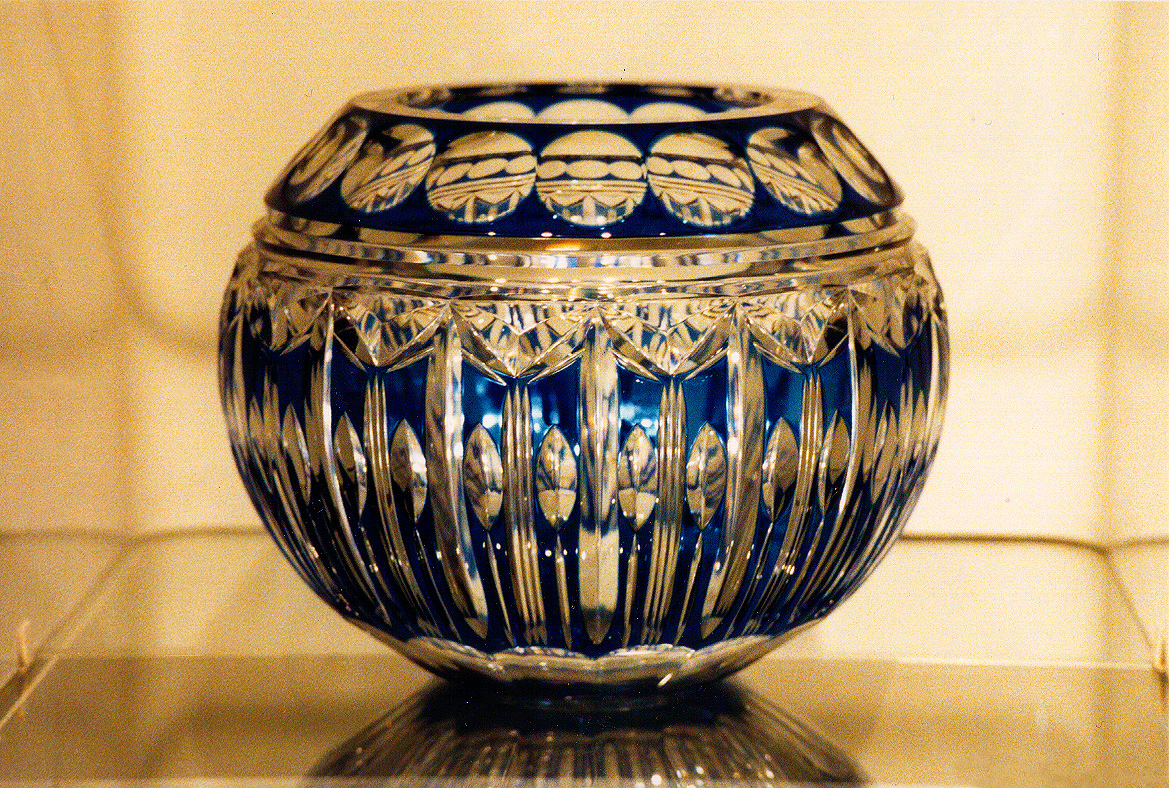
Vaso de cristal esférico con tallaje azul de estilo art déco.

Val Saint Lambert es una compañía cristalera cuya central se encuentra en la antigua abadía de Seraing, provincia de Lieja, Bélgica. La empresa viene funcionando desde el año 1826, Val St. Lambert es el proveedor oficial del rey Alberto II de Bélgica. Se caracteriza por una producción de calidad debido a la claridad de sus vidrios.  

## Historia
El Abbaye du Val-Saint-Lambert fue propiedad de los monjes cistercienses, seguidores de la regla de San Benito. El monasterio quedó abandonado durante la Revolución francesa. En el año 1825 en Val Saint-Lambert se instala Jean-François Deneef con la intención de crear una factoría de cristal cuya calidad supere a la de la vecina Baccarat.
Val Saint Lambert fue fundado por el químico M. Kemlin, que estuvo contratado anteriormente en Vonêche en las Ardennes. Pronto logra varias medallas debido a la claridad de sus piezas de cristal. Val Saint Lambert es conocido por su estilo art nouveau y art déco en las piezas.